# ATC-kod D10: Medel mot akne
ATC-kod D10: Medel mot akne är en del av klassificeringssystemet ATC (Anatomical Therapeutic Chemical Classification System) för läkemedel och vissa andra medicinska produkter. ATC utvecklas av WHO och består av alfanumeriska koder indelade i grupper utifrån anatomi, medicinsk funktion och läkemedelstyp på 5 olika kodnivåer. Denna sida utgör innehållet i en specifik grupp på nivå 2.

## D10A Medel motakneför utvärtes bruk

### D10AAGlukokortikoider, kombinationer
D10AA01 Fluorometolon
D10AA02 Metylprednisolon
D10AA03 Dexametason

### D10AB Medel innehållandesvavel
D10AB01 Bitionol
D10AB02 Svavel
D10AB03 Tioxolon
D10AB05 Mesulfen

### D10ADVitamin Aoch derivat
D10AD01 Tretinoin
D10AD02 Retinol
D10AD03 Adapalen
D10AD04 Isotretinoin
D10AD05 Motretinid
D10AD51 Tretinoin, kombinationer
D10AD53 Adapalen, kombinationer
D10AD54 Isotretinoin, kombinationer

### D10AEPeroxider
D10AE01 Bensoylperoxid
D10AE51 Bensoylperoxid, kombinationer

### D10AFAntiinfektivamedel mot akne
D10AF01 Klindamycin
D10AF02 Erytromycin
D10AF03 Kloramfenikol
D10AF04 Meklocyklin
D10AF51 Klindamycin, kombinatiion
D10AF52 Erytromycin, kombinationer

### D10AX Övriga utvärtes medel mot akne
D10AX01 Aluminiumklorid
D10AX02 Resorcinol
D10AX03 Azelainsyra
D10AX04 Aluminiumoxid
D10AX30 Kombinationer

## D10B Medel mot akne för systemiskt bruk

### D10BARetinoider
D10BA01 Isotretinoin

### D10BX Övriga medel mot akne för systemiskt bruk
D10BX01 Ichtasol

### Engelska
- WHO Collaborating Centre for Drug Statistics Methodology - ATC Index
- WHO Collaborating Centre for Drug Statistics Methodology - ATCvet Index

### Svenska
- SIL online
- FASS.se - ATC
- FASS.se - Veterinär-ATC
- Sök läkemedelsfakta - Läkemedelsverket
- Socialstyrelsen : Klassifikationer
- Nationellt produktregister för läkemedel - NPL